# European Group for Organizational Studies
Die European Group for Organizational Studies (EGOS; frz. Groupe européen d'études d'organisation) ist ein 1973 auf Anregung von Michael Aiken gegründeter ursprünglich europäischer Verein für Organisationsforschung, der 1998 mit einer Stiftung aus Finnland nach belgischem Recht eingetragen wurde und eine der größten und bedeutendsten Wissenschaftsplattformen im Bereich der Organisationsforschung wurde. In Zusammenarbeit mit dem Verlag Walter de Gruyter wurde ab 1975 eine wissenschaftliche Zeitschrift herausgegeben – Organization Studies. Ab 1980 stand diesem Organ das Gründungsmitglied der EGOS David J. Hickson als Chefredakteur bis 1990 vor. 2002 übernahm SAGE Publications den Verlag des hoch angesehenen und einflussreichen Wissenschaftsmagazins (Impact Factor (2011) 2.382).

## Gründung und Organisation
Zeitzeugen bezeichnen den amerikanischen Soziologen Michael Aiken, damals tätig an der KU Leuven, als Initiator für die Gründung der EGOS. Auf einer Konferenz 1973 im Netherlands Institute for Advanced Study (NIAS) im niederländischen Wassenaar merkte Aiken an, dass europäische Forscher sehr vertraut selbst mit zweitklassigen Forschungen in Amerika seien, aber kaum Kenntnis von der Forschung ihrer direkten Nachbarn hätten. Anders als bei früheren Versuchen zur Organisation verfolgte Aiken die Initiative und überzeugte Michel Crozier, der wiederum mit dem Maison des Sciences de l’Homme (MSH) in Paris Kontakt aufnahm, durch das noch im gleichen Jahr ein Treffen führender Soziologen, neben Aiken selbst auch die Franzosen Michel Crozier und Werner Ackermann, den Schweizern Jean-Claude Thoenig und Peter Atteslander, dem Italiener Franco Ferraresi und dem in Paris lebenden Österreicher Erhard Friedberg, dem Briten David J. Hickson und dem Niederländer Cor Lammers organisierte. Dieses Treffen bezeichnet Cor Lammers (1998) als die konstituierende Versammlung zur Gründung der European Group for Organizational Studies.
Damit war EGOS, wie auch von Royston Greenwood et al. (2010) bestätigt, das Ergebnis der Initiative von Soziologen, weniger von Management-Forschern. Greenwood nennt neben den damals anwesenden noch Renate Mayntz als maßgebenden Einfluss. Das erste Sekretariat wurde 1974 im MSN Paris eingerichtet, war aber seit der Gründung an zehn verschiedenen Orten angesiedelt und ist aktuell in Berlin, Deutschland. 1975 wurde das erste EGOS-Colloquium in Breau-sans-Nappe abgehalten. Für ca. 25 Jahre war EGOS ein lose geflochtenes Netz von persönlichen und beruflichen Beziehungen, von Colloquien und Arbeitsgruppen. Erst 1998 wurde dieses lose Geflecht mit einer finnischen Stiftung in eine formal eingetragenen Verein in Brüssel umgewandelt.
Eng mit der Entwicklung von EGOS verbunden ist die Entwicklung von Organization Studies, dem Organ des Vereins. Nach Greenwood et al. (2010) reflektiert die Entwicklung von einem generisch europäischen Ansatz zu einem globalen Ansatz die Entwicklung von EGOS, die zunehmend globalere Ansätze wählt, um andere – vor allem auch nordamerikanische – Ansätze aufzunehmen.

## Gremien
Als eingetragener Verein muss EGOS ein Aufsichtsgremium wählen, das Board, dem ein Vorsitzender vorsteht. Die Vorsitzende und Nachfolgerin von Renate E. Meyer (Wirtschaftsuniversität Wien) ist im Board (2014) Silviya Svejenova (Copenhagen Business School). Ihr Stellvertreter ist Mike Geppert (Friedrich-Schiller-Universität Jena). Renate E. Meyer übernimmt im Board 2014 die Rolle des Treasurers. Die übrigen Board-Mitglieder sind Ola Bergström (Universität Göteborg), Ann Langley (HEC Montreal), Yiannis Gabriel (University of Bath), David C. Wilson (Open University), Frank den Hond (Hanken School of Economics), Robin Holt (University of Liverpool), Paula Jarzabkowski (City University London) sowie der Leitung des Sekretariats.
2014 schied David Seidl (Universität Zürich) aus dem Board aus, 2013 waren es Eero Vaara (Hanken School of Economics) und David Courpasson (EM Lyon).

## Aktivitäten
Das erste Colloquium fand noch mit Unterstützung der MSN 1975 in Bréau-sans-Nappe, einem Ortsteil von Boinville-le-Gaillard im Arrondissement Rambouillet, südwestlich von Paris statt. Dann folgten jährlich Colloquia, 1974 in Arresohoi (Dänemark) und 1975 in Speyer (Deutschland).
2012 veranstaltete die EGOS das 28. EGOS Colloquium an der Aalto-Universität in Helsinki (2. bis 7. Juli 2012). Das 29. Colloquium wird in Montréal stattfinden, das 30. ist 2014 in Rotterdam geplant. Tagungsort 2015 wird Tallinn in Estland sein. Dozenten aus der ganzen Welt halten auf den Colloquien Vorträge.
Arbeit findet in „Standing Working Groups“ (SWGs) statt, mit Themen aus den Organisationswissenschaften, die durch Fachwissenschaftlern aus der ganzen Welt koordiniert werden. SWGs müssen nach festen Regeln gebildet werden und treffen sich mindestens vier Mal in einem Jahr, wobei nach dem dritten Treffen ein Bericht mit Ergebnissen verfasst und an den Vorstand gemeldet werden muss.

## Bekannte Mitglieder
In der Gründungszeit wurde EGOS stark durch Mitglieder der Aston-Gruppe beeinflusst. Auch der multidisziplinäre Ansatz der EGOS wurde von der Aston-Gruppe vorweggenommen. Unter den Gründungsmitgliedern befand sich David J. Hickson der zur ersten Generation der Astonians zählt. Neben Hickson übernahmen auch weitere Personen aus dem Aston-Umfeld die Chefeditorrolle in Organization Studies, beispielsweise David C. Wilson, John Child und Stewart Clegg.

### Ehrenmitglieder
Seit 1998 zeichnet EGOS Forscher aus, die Pionierarbeit leisteten und deren Forschung sich als nachhaltige Beiträge zur Vermehrung des Wissens in den Sozialwissenschaften rund um Organisation und das Organisieren erwiesen. Die Preisträger sind
- 1998: David J. Hickson
- 2000: James G. March
- 2001: Cornelis J. Lammers
- 2002: Renate Mayntz
- 2003: Bob Hinings
- 2004: Michael Aiken
- 2005: Jean-Claude Thoenig
- 2006: John Child
- 2007: Johan P. Olsen
- 2008: Silvia Gherardi
- 2009: Nils Brunsson
- 2010: Arndt Sorge
- 2011: Barbara Czarniawska
- 2012: Alfred Kieser
- 2013: Royston Greenwood[14]
- 2014: Cynthia Hardy[15]
- 2015: David C. Wilson
- 2016: Haridimos Tsoukas
- 2017: Stewart Clegg
- 2018: Georg Schreyögg
- 2019: Ann Langley
- 2020: David Knights und Kerstin Sahlin
- 2021: Anna Grandori und Jörg Sydow
- 2022: Martha S. Feldman und Sigrid Quack
- 2023: Yiannis Gabriel

## Auszeichnungen
Zur Unterstützung des Forschungsgegenstands verleiht die Organisation verschiedene Preise und Auszeichnungen, darunter
- Roland Calori Prize für den besten, in den zwei Vorjahren in Organization Studies veröffentlichten Artikel (zweijährlich verliehen, 2000 EUR Preisgeld)
- EGOS Best Paper Award für außergewöhnliche Veröffentlichungen in Organization Studies
- EGOS Best Student Paper Award für das beste durch einen Studenten veröffentlichte Papier in Organization Studies.